# Olga Carmona
Pour les articles homonymes, voir Carmona.
Olga Carmona, née le 12 juin 2000 à Séville, est une footballeuse internationale espagnole, qui évolue au poste d'ailière au Paris Saint-Germain.
Le 20 août 2023, elle inscrit le but qui donne la victoire à l'Espagne en finale de la Coupe du monde face à l'Angleterre (1 à 0).

## Biographie

### En club
Olga Carmona commence le football à l'âge de six ans au Sevilla Este en 2006, et rejoint dès 2007 le Séville FC.
Elle fait ses débuts avec l'équipe première sévillane lors de la saison 2016-2017, et participe à la remontée du club en première division. Lors de ses trois saisons avec  le Séville FC en Primera División, le club est contraint de finir dans la seconde partie du classement. Pourtant, en Coupe d'Espagne, les sévillanes atteignent les demi-finales en 2019 (es) et 2020 (es), battues par les futures vainqueuses, respectivement la Real Sociedad et par le FC Barcelone.
En 2020, elle rejoint le Real Madrid. Elle dispute son premier match avec le Real le 4 octobre 2020 lors de la première journée de championnat pour un Clásico perdu 4-0 face au FC Barcelone. Le 9 décembre 2020, dans le cadre d'un match important sur le terrain de Levante (victoire 2-1) elle marque son premier but, celui de la victoire.
Le 18 juin 2025, elle signe un contrat de 3 ans avec le Paris Saint-Germain (champion en titre de la Ligue des Champions masculine).

### En sélection
Avec l'équipe d'Espagne des moins de 19 ans, elle participe à l'Euro des moins de 19 ans 2018. Opposées en phase de poule à la France, la Suisse et la Norvège, les Espagnoles terminent à la deuxième place derrière la Norvège avec un bilan de deux victoires et une défaite, aidées par les deux buts de Carmona face à la Suisse (victoire 2-0) et la France (victoire 2-1). L'Espagne s'impose ensuite en demi-finales face au Danemark puis en finale face à l'Allemagne, et sont sacrées pour la troisième fois de l'histoire du pays.
Sélectionnée pour la Coupe du monde 2023, elle est capitaine de l'Espagne lors de la finale. Elle inscrit le seul but de la partie à la 29e minute du match et remporte cette compétition.

## Statistiques
| Saison                | Club                  | Championnat           | Championnat | Championnat | Coupe(s) nationale(s) | Coupe(s) nationale(s) | Supercoupe | Supercoupe | Compétition(s) continentale(s) | Compétition(s) continentale(s) | Compétition(s) continentale(s) | Total | Total |
| Saison                | Club                  | Division              | M.          | B.          | M.                    | B.                    | M.         | B.         | Comp.                          | M.                             | B.                             | M.    | B.    |
| 2017-2018             | Séville FC            | Primera División      | 25          | 5           | -                     | -                     | -          | -          | -                              | -                              | -                              | 25    | 5     |
| 2018-2019             | Séville FC            | Primera División      | 30          | 2           | 3                     | 0                     | -          | -          | -                              | -                              | -                              | 33    | 2     |
| 2019-2020             | Séville FC            | Primera División      | 20          | 0           | 2                     | 0                     | -          | -          | -                              | -                              | -                              | 22    | 0     |
| Sous-total            | Sous-total            | Sous-total            | 75          | 7           | 5                     | 0                     | -          | -          | -                              | -                              | -                              | 80    | 7     |
| 2020-2021             | Real Madrid           | Primera División      | 28          | 5           | 1                     | 0                     | -          | -          | -                              | -                              | -                              | 29    | 5     |
| 2021-2022             | Real Madrid           | Primera División      | 28          | 2           | 2                     | 1                     | 1          | 0          | C1                             | 8                              | 3                              | 39    | 6     |
| Sous-total            | Sous-total            | Sous-total            | 56          | 7           | 3                     | 1                     | 1          | 0          | -                              | 8                              | 3                              | 68    | 11    |
| Total sur la carrière | Total sur la carrière | Total sur la carrière | 131         | 14          | 8                     | 1                     | 1          | 0          | -                              | 8                              | 3                              | 148   | 18    |

## Palmarès

### En sélection
Avec l'équipe d'Espagne des moins de 19 ans, Olga Carmona remporte le  Championnat d'Europe des moins de 19 ans en 2018. Avec l'équipe d'Espagne, elle gagne la Coupe du monde en 2023 et la Ligue des nations en 2024.